# Buda (gmina Râșca)
Buda – wieś w Rumunii, w okręgu Suczawa, w gminie Râșca. W 2011 roku liczyła 736 mieszkańców. 